# 大托科湖
大托科湖是俄羅斯的湖泊，位於阿爾丹山原，由薩哈共和國負責管轄，距離涅留恩格里450公里，長15公里、寬7.5公里，面積82.6平方公里，集水區面積919平方公里，平均水深42米，最大水深80米。岸边覆盖着落叶松林，有驼鹿，野生梅花鹿，棕熊，紫貂，鸟类和水禽。该湖生长着哲罗鱼，河鳟，鲑鱼，鲈鱼，梭鱼。由于水深，水具有较高的透明度。
湖西部是ELGA煤炭矿藏，ELGA煤炭矿床是南雅库特煤炭盆地Tokinskoy煤田的一部分。整个盆地煤炭总储量575亿公吨。ELGA煤炭煤田面积246公里，在大托科湖西部15 - 30公里处。湖的东部是Hudurkanskoe煤田。